# فرودگاه کانتی یولو

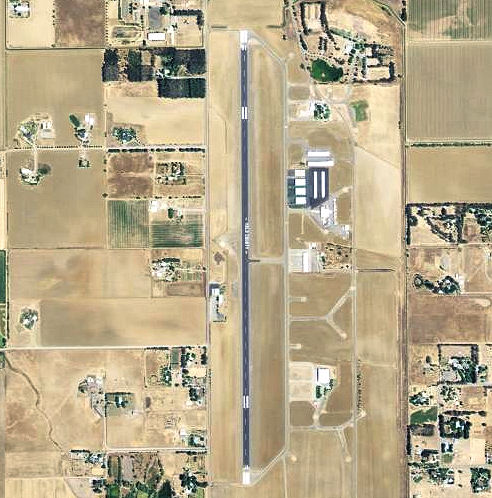
فرودگاه کانتی یولو

فرودگاه کانتی یولو  (به انگلیسی: Yolo County Airport) یک فرودگاه همگانی ۶۰۳۶۰ است . این فرودگاه در کشور ایالات متحده آمریکا قرار دارد و در ارتفاع ۳۰ متری از سطح دریا واقع شده است.